# Harpacanthus
Harpacanthus fimbriatus
 (décembre 2018).
Genre
Espèce
Harpacanthus est un genre éteint de poissons cartilagineux qui vivait lors du Carbonifère.
Une seule espèce est assignée à ce genre, Harpacanthus fimbriatus (Stock, 1883), initialement décrite sous le nom de Tristychius fimbriatus.